# Безымянная — одна женщина в Берлине
«Безымянная — одна женщина в Берлине» (нем. Anonyma  Eine Frau in Berlin) — немецкий художественный фильм 2008 года. Рассказывает о положении немецких женщин весной 1945 года в Берлине, который занят войсками Красной Армии. Фильм основан на автобиографической книге «Женщина в Берлине» (нем. «Eine Frau in Berlin») Марты Хиллерс.

## Сюжет
Берлин в апреле-мае 1945 года. 34-летняя немка (Nina Hoss) ждёт своего мужа, ушедшего на фронт. Подвергшись неоднократным изнасилованиям со стороны советских солдат, она решает выжить любой ценой и лечь в постель с советским офицером, чтобы избежать насилия со стороны солдат. Постепенно у неё развиваются сложные доверительные отношения с русским майором Андреем (Е. Сидихин), у которого немцы повесили жену. Возвращается её муж. Не простив жену, он покидает её. Голос за кадром, цитируя дневник Марты Хиллерс, поясняет психологические переживания и мотивацию поступков главной героини.

## В ролях
- Нина Хосс — Неизвестная
- Евгений Сидихин — майор Андрей Рыбкин
- Рюдигер Фоглер — Эккарт
- Ульрике Крумбигель — Ильзе Хох
- Рольф Канис — Фридрих Хох
- Роман Грибков — Анатолий
- Юлиана Кёлер — Эльке
- Самвел Мужикян — Андропов
- Александра Куликова — Маша
- Виктор Жалсанов — «Монгол»
- Дмитрий Быковский — советский солдат
- Дмитрий Щербина — советский солдат
- Олег Чернов
- Ева Лобау — фрау Вендт
- Александр Самойленко — Петька
- Константин Воробьёв
- Евгений Титов — Володя
- Сергей Галич
- Игорь Яцко
- Ромуальд Макаренко — адъютант
- Анатолий Дзиваев — лейтенант-весельчак
- Кирилл Ульянов — поэт
- Филипп Чевычелов
- Алексей Полуян — Рябой
- Игорь Клейменов
- Дмитрий Белов
- Валерий Канищев — русский солдат

## Критика
Фильм вызвал неоднозначную реакцию. С одной стороны, критики отмечают качественную режиссуру — «всё верно сделано»:

Но прежде всего Фербербек и его продюсер Гюнтер Рорбах сделали удачный ход, представив запрещённую тему немецкой истории таким образом, что в архаичной форме права необходимой самообороны воспроизводятся нынешние страхи по поводу краха космополитической зажиточной жизни.
Оригинальный текст (нем.)Vor allem aber ist Färberböck und seinem Produzenten Günter Rohrbach der Geniestreich gelungen, ein Tabuthema der deutschen Geschichte so zu inszenieren, dass es die aktuellen Ängste vor dem Absturz aus einem kosmopolitischen Wohlstandsleben in die archaische Form des Faustrechts nachvollziehbar macht.
— Süddeutsche Zeitung
С другой стороны, создателей фильма упрекают в том, что они представили тему слишком «беззубо и шлифованно».

Такие фильмы как этот существуют не потому, что создатели интересуются темой, а потому, что кто-то хочет заработать денег, и затем ищутся темы, которые «пойдут». Потому что продюсер хочет вскочить в поезд, который катится уже давно и надёжно, и с высокой скоростью. И у него есть деньги, чтобы купить билет. […] В результате получаем престижный мейнстрим-проект, чисто глянцевый немецкий драматический фильм, который нам — чуть не сказали бы «до тошноты» — знаком; миловидные, выдающиеся актрисы вплоть до ролей второго плана, с запачканным гримом лицом и бросающимся в глаза платком из грубой ткани на белой коже, как будто они должны были играть в пьесе Гауптмана, а затем их расставили между аккуратно расположенными на сцене грудами развалин.
Оригинальный текст (нем.)Filme wie diesen gibt es, nicht weil die Macher sich fürs Thema interessierten, sondern weil jemand Geld verdienen will, und man dann Themen sucht, "die gehen". Weil ein Produzent auf einen Zug, der schon lange und sicher und mit hoher Geschwindigkeit dahinrollt, aufspringen will. Und er das Geld hat, die Rechte zu kaufen. [...] Das Ergebnis ist ein Mainstream-Prestigeprojekt, ist cleanes deutsches Hochglanz-Schicksalskino, wie wir es - fast hätten wir gesagt: "bis zum Erbrechen" - kennen; saubere, hervorragende deutsche Schauspielerinnen bis in die Nebenrollen, mit schwarzer Schmutzschminke im Gesicht und sichtbar kratzigem Tuch auf der weißen Haut, als müssten sie ein Hauptmann-Stück aufführen, und dann zwischen fein säuberlich arrangierte Trümmerkulissen gestellt.
— О фильме в журнале «Telepolis»